# Alejandra Zaga Mendez
Alejandra Zaga Mendez, née à Lima au Pérou en 1988, est une chercheuse et femme politique québécoise.
Militante de Québec solidaire à partir de 2009 et présidente du parti de novembre 2021 à octobre 2022, elle est élue députée de Verdun lors des élections générales d'octobre 2022.

## Biographie
Alejandra Zaga Mendez est née à Lima au Pérou en 1988,.
Après un baccalauréat en sciences agroenvironnementales obtenue en 2013 et une maîtrise en sciences des ressources naturelles obtenue en 2016 de l'Université McGill, elle soutient son doctorat en développement durable et conservation de l'Université du Québec en Outaouais en 2021. Sa thèse a pour sujet « Une analyse institutionnelle des incitatifs pour la production de services écosystémiques au Québec et au Mexique ».

## Vie politique
Militante de Québec solidaire depuis plus de dix ans, Alejandra Zaga Mendez est candidate une première fois dans Bourassa-Sauvé où elle termine troisième avec 14 %. En novembre 2021, elle devient présidente du parti, puis emporte l'investiture dans Verdun en juin 2022.
Lors des élections générales québécoises de 2022, elle remporte la victoire après une lutte très serrée où elle avait été préalablement déclarée battue. Jusqu'à son élection, aucun autre parti que les libéraux n'avait représenté la circonscription fondée en 1965. À la suite de son élection, elle quitte la présidence du parti.
Le 26 mai 2023, elle devient la whip de Québec solidaire pour succéder à Ruba Ghazal qui a volontairement démissionné du poste pour participer à la course au poste de porte-parole féminine de Québec solidaire de 2023.

### Résultats électoraux
|                                                                                               | Nom                          | Parti                    | Nombre de voix | %      | Maj. |
| --------------------------------------------------------------------------------------------- | ---------------------------- | ------------------------ | -------------- | ------ | ---- |
|                                                                                               | Alejandra Zaga Mendez        | Québec solidaire         | 9 562          | 30,8 % | 461  |
|                                                                                               | Isabelle Melançon (sortante) | Libéral                  | 9 101          | 29,3 % | -    |
|                                                                                               | Véronique Tremblay           | Coalition avenir         | 7 150          | 23 %   | -    |
|                                                                                               | Claudia Valdivia             | Parti québécois          | 2 591          | 8,3 %  | -    |
|                                                                                               | Lucien Koty                  | Conservateur             | 1 664          | 5,4 %  | -    |
|                                                                                               | Jannie Pellerin              | Vert                     | 542            | 1,7 %  | -    |
|                                                                                               | Scott Kilbride               | Parti canadien du Québec | 301            | 1 %    | -    |
|                                                                                               | Marc-André Milette           | Parti nul                | 65             | 0,2 %  | -    |
|                                                                                               | Alexandre Desmarais          | Climat Québec            | 61             | 0,2 %  | -    |
|                                                                                               | Fernand Deschamps            | Marxiste-léniniste       | 30             | 0,1 %  | -    |
|                                                                                               | Alain Rioux                  | Famille et communautés   | 26             | 0,1 %  | -    |
| Total                                                                                         | Total                        | Total                    | 31 093         | 100 %  |      |
| Le taux de participation lors de l'élection était de 64,5 % et 303 bulletins ont été rejetés. |                              |                          |                |        |      |

|                                                                                               | Nom                        | Parti                | Nombre de voix | %      | Maj.  |
| --------------------------------------------------------------------------------------------- | -------------------------- | -------------------- | -------------- | ------ | ----- |
|                                                                                               | Paule Robitaille           | Libéral              | 11 456         | 46,2 % | 5 630 |
|                                                                                               | Julie Séide                | Coalition avenir     | 5 826          | 23,5 % | -     |
|                                                                                               | Alejandra Zaga Mendez      | Québec solidaire     | 3 469          | 14 %   | -     |
|                                                                                               | Karine Gauvin              | Parti québécois      | 2 640          | 10,6 % | -     |
|                                                                                               | Karina Barros              | Vert                 | 433            | 1,7 %  | -     |
|                                                                                               | Michel Boissonneault       | Conservateur         | 363            | 1,5 %  | -     |
|                                                                                               | Abed Louis                 | NPD Québec           | 219            | 0,9 %  | -     |
|                                                                                               | Jean-François Brunet       | Bloc pot             | 177            | 0,7 %  | -     |
|                                                                                               | Sabrinel Laouadi           | Changement Intégrité | 142            | 0,6 %  | -     |
|                                                                                               | Jean Marie Floriant Ndzana | Indépendant          | 92             | 0,4 %  | -     |
| Total                                                                                         | Total                      | Total                | 24 817         | 100 %  |       |
| Le taux de participation lors de l'élection était de 52,4 % et 666 bulletins ont été rejetés. |                            |                      |                |        |       |